# ユメオイ少女
ユメオイ少女（ユメオイしょうじょ、Yumeoi Syoujo）は、日本の女性アイドルグループ。YUMEOI PROJECTS所属。吉祥寺のライブハウス「ROCK JOINT GB」をホームグランドとしている。

## 来歴
- 2015年
  - 9月29日 - 純粋に夢を追いかけるをコンセプトに新アイドルグループ・初期メンバーを募集。
  - 12月23日 - オーディションで選考された5名の初顔合わせとスチール撮影が行われた。12月23日は結成記念日となっている[2]。
  - 12月25日 - YouTubeにて5名のメンバーが発表された[3]。
- 2016年
  - 2月16日 - YouTubeにて衣装の公開、小野はるかのリーダー就任発表、4月2日渋谷RUIDE.K2でのお披露目ライブ開催が発表された。
  - 4月2日 - 渋谷RUIDE.K2にてお披露目ライブが開催され、入場者には写真が1枚（ランダム）、その写真のメンバーの手書きメッセージ、終演後に参加できる無料握手会参加券、チラシとティッシュ配布された。「叶えたい夢があるんだ」、「ワタシイロ」、「TRAIN-TRAIN」が披露され、フォトセッションにて5月3日より吉祥寺の「ROCK JOINT GB（RJGB）」にて毎週火曜日定期公演をスタートすることが発表された。
  - 5月3日 - 吉祥寺の「ROCK JOINT GB（RJGB）」にて定期公演がスタート。 ケミカル⇄リアクションがオープニングアクトをつとめた。
  - 6月7日 - 定期公演月1ゲストとして プリズム☆メイツが参加。
  - 6月21日 - 新曲披露記念でユメオイカレー1号が登場。
  - 7月5日 - ユメオイカレー1.5号が登場。
  - 7月12日 - ユメオイカレー2号が登場。
  - 7月19日 - ユメオイカレー2.1号が登場。
  - 7月24日 - 渋谷RUIDE.K2で出張定期公演を開催。
  - 7月25日 - 辛い物が苦手なはるしゃんでも食べられるはるちゃんカレーが登場。
  - 10月 - 東京アイドルセッションinモンゴル。10/8　ウランバートル公演、10/9　ダルハン公演。初の海外遠征[4]。
  - 10月11日 - はるちゃんカレーのトッピング全部載せが英雄カレーと命名された。
  - 10月25日 - 加藤安那生誕祭（定期公演）。
  - 11月8日 - 廣原理紗生誕祭（定期公演）。
  - 11月22日 - 定期公演で松本菜奈の卒業が発表された。
  - 11月29日 - 松本菜奈プロデュース定期公演。
  - 12月6日 - 松本菜奈卒業定期公演。
  - 12月7日 - 公式Twitterで廣原理紗の卒業が発表された。
  - 12月11日 - 本格音楽女子祭 -年末スペシャル-で廣原理紗卒業。
  - 12月27日 - ユメオイ少女忘年会。
- 2017年
  - 1月3日 - ユメオイ少女定期公演で1stワンマンライブを4/2青山RisMで開催することが発表された。
  - 1月13日 - ユメオイ少女予約特典「無限チェキ」が話題になる。
  - 1月17日 - 定期公演で新曲披露。曲名はファンの応募の中から4/2の1stワンマンライブで決定することが発表された。
  - 2月21日 - 小野はるか生誕イベント　爆誕祭（定期公演）。
  - 2月5日 - 目指せ！超ドSフェスタしずおか 四二〇〇八五五へ参戦[5]。
  - 3月28日 - 定期公演を吉祥寺STAR PINE'S CAFÉで開催（RJGBで大会の為）。
  - 4月2日 - 青山RisMにて1stワンマンライブ開催。チケットはSoldOut。
    - ①新曲の曲名が「チャチャライダー」に、②新曲『リスキーゲーム！』初披露、③新衣装披露、④小野はるかソロ曲『Eternal』、⑤夏にユメオイ少女1stシングル全国発売、⑥5月より新潟で月1定期公演を行うことが発表された[6]。

  - 5月30日 - 河田澟生誕祭（定期公演）。
  - 6月27日 - 1stシングル「テキーナサンランズ」CD概要発表（定期公演）。
  - 7月7日 - 1stシングル「テキーナサンランズ」MV公開[7]。
  - 8月23日 - 1stシングル「テキーナサンランズ」発売。
  - 10月24日 - 加藤安那生誕ライブ（定期公演）。ゲストは百花繚乱。あんながあこがれのアキシブProjectゆえち（宮谷優恵）がシークレットゲストで登場する。
  - 11月22日 - 体調不良により小野はるか休養が発表される。
  - 12月19日 - なんてったってハロプロライブ vol.18で小野はるか出演。
  - 12月27日 - 定期公演で小野はるか復帰。
- 2018年
  - 1月13日 - 東京FMホールにて2ndワンマンライブ開催。
    - ①新曲「テッペンブラッド!!」初披露、②新衣装披露、③新メンバー募集発表、④2ndシングル発売予定、⑤夏にツアーを開催。開催場所は仙台、新潟、名古屋、大阪、ツアーファイナルは9月2日東京FMホールで行うことが発表された。

  - 2月20日 - 小野はるか生誕祭（定期公演）。
  - 3月28日 - ユメオイ少女定期公演100回記念（定期公演）。
  - 4月3日 - ユメオイ少女デビュー2周年記念（定期公演）。
  - 4月7日、8日 - 3D LIVE Revolution　台湾公演。初の台湾遠征[8]。
  - 5月1日 - ユメオイ少女定期公演2周年記念（定期公演）。
  - 5月29日 - 河田澟生誕祭（定期公演）。
  - 6月11日 - 河田澟の7月の卒業が発表される（ブログ）[9]。
  - 6月30日、7月1日 - 3D LIVE Revolution　台湾公演。2度目の台湾遠征。[10]。
  - 7月17日 - 河田澟卒業定期公演[11]。
  - 7月24日 - 定期公演でメンバー候補生 中村巴香 の加入が発表される。お披露目は7月31日の定期公演。ツアーの新潟Lots（8月26日）で合否が発表。[12]
  - 7月28日、29日 - JAPAN EXPO MALAYSIA 2018 マレーシア公演[13]。
  - 7月31日 - 定期公演でメンバー候補生 中村巴香 のお披露目。[14]
  - 8月18日～9月2日 - ユメオイ少女五大都市ツアー「是非に及ばず～僕たちはこの命をまだ燃やせるさ～」大阪、名古屋、仙台、新潟、東京。[15]
  - 8月26日 - 5大都市ツアー新潟公演にて新潟Lotsの目標が達成できず、2017年5月から行ってきた月1新潟定期公演の終了発表。
  - 8月26日 - 5大都市ツアー新潟公演にてメンバー候補生 中村巴香の合格が発表される。8月28日の吉祥寺定期公演でメンバーカラー「紫」発表。
  - 9月12日 - 定期公演でメンバー候補生 村上紗菜 のお披露目。[16]
  - 10月13日、14日 - 3D LIVE Revolution　台湾公演。3度目の台湾遠征。小野はるか体調不良によりメンバー2人の遠征となる。葉月あすかが1公演限定メンバー（ユメオイ女）として加入。[17]。
  - 10月23日 - 加藤安那生誕祭（定期公演）。

- 2019年
  - 1月25日、26日、27日 - JAPAN EXPO THAILAND 2019 タイ公演[18]。
  - 2月11日 - リーダー小野はるかの4月6日の卒業が発表される（ブログ）[19]。
  - 2月19日 - 小野はるか生誕祭（定期公演）。
  - 3月3日 - 中村巴香 腰痛で安静が必要となるために当面の活動自粛が発表される（twitter）[20]。
  - 3月6日 - 4月6日の卒業公演をもってユメオイ少女全体の活動休止が発表される（ブログ）[21]。
  - 3月12日 - 中村巴香生誕祭（定期公演） 中村巴香活動自粛のため中止（定期公演）。
  - 3月16日、17日 - 3D LIVE Revolution　台湾公演。4度目の台湾遠征。[22]。
  - 3月22日 - 小野はるかソロコンサート（渋谷TAKEOFF7）。
  - 4月6日 - 小野はるか卒業公演（東京FMホール）。
  - 4月6日 - ユメオイ少女活動休止。
- 2019年
  - 4月12日 - 今後のユメオイ少女についてで新メンバー募集が発表される（ブログ）[23]。
  - 6月1日～23日 - 新生ユメオイ少女メンバーオーディション開催！『正統派アイドル 世界へ！』[24]。
  - 7月2日 - ユメオイ少女新メンバーオーディションについての流れが発表される。
    - 7月2日(火)21時頃より候補者のTwitterアカウントが開設。
    - 7月3日(水)候補者のＳＨＯＷＲＯＯＭアカウントが開設
    - メンバー候補者 まゆこ、ありさ、こはる、まほ、かほ、らむ　の6名。[25]。

  - 7月6日、7日 - JAPAN EXPO Paris 2019 Saiko!Stageにユメオイ少女 加藤安那出演[26]。
  - 7月9日 - 吉祥寺RJGBにて ユメオイ少女新メンバーオーディション～公開最終審査～[27]。
  - 7月16日 - 吉祥寺RJGBにてユメオイ少女新メンバー発表[28]。
  - 7月27日 - JAPAN EXPO Malaysia 2019 Pavilion KL にユメオイ少女 加藤安那出演。2度目のマレーシア遠征。[29]。
  - 7月29日 - 新メンバー吉川真歩の活動断念が発表される（ブログ）[30]。
  - 8月31日、9月1日 - THE BEST OF ANIME2019 マニラ公演。初めてのフィリピン遠征。[31]。
  - 10月17日 - 伊藤真友子の脱退が発表される（ブログ）[32]。
  - 10月22日 - 加藤安那生誕祭（定期公演）。ゲストに小野はるか、C-Styleが出演。
  - 11月9日、10日 - Anna’s Birthday Party in KL。マレーシアでお誕生会を開催。3度目のマレーシア遠征。
  - 11月30日、12月1日 - 3D LIVE Revolution　台湾公演。5度目の台湾遠征。小野はるかが帯同。C-Styleとの合同ユニット「ユメStyle」出演。[33]。
  - 12月14日 - 松本佳穂の活動辞退が発表される（ブログ）[34]。

- 2020年
  - 1月31日、2月1日 - JAPAN EXPO THAILAND 2020 タイ公演。2度目のタイ遠征。葉月あすかがサポートメンバー（ユメオイ女）として参加。[35]。
  - 7月13日、28日 - 吉祥寺RJGBにて活動休止前最後のライブ。ゲストに小野はるか、河田凛が出演（28日）。
  - 7月末日をもって無期限活動休止[36]。

- 2022年
  - 5月28日 - 活動再開と新メンバーの加入を発表[37]。
  - 6月18日に三浦怜香、7月9日に今原のん、8月13日に櫻井みのりが、ライブにて新メンバーとしてお披露目[38]。
  - 11月6日 - 今原のんが11月12日のライブをもって脱退することが発表される[39]。

- 2023年
  - 7月1日 - 三浦怜香が7月18日のライブをもって卒業することが発表される[40]。
  - 12月4日 - 新メンバー「夏野香波」「五十嵐マイ」「真咲なのは」の3名の加入、2024年1月1日ホームの吉祥寺GBにてお披露目、新体制始動を発表[41]。
  - 12月15日～24日 - 舞台レディ・ア・ゴーゴー!! 2023 櫻井みのり出演（TeamMacaron 田中友美役）[42]。

- 2024年
  - 1月1日 - 新メンバー「夏野香波」「五十嵐マイ」「真咲なのは」の3名の加入、吉祥寺GBにてお披露目、新体制始動[43]。
  - 1月22日 - 公式ブログにて「真咲なのは」の脱退と「夏野香波」の休養が発表される[44]。
  - 2月8日 - 公式ブログにて「夏野香波」の脱退が発表される[45]。
  - 5月3日 - 公式ブログにて「櫻井みのり」の卒業が発表される[46]。
  - 5月3日 - 櫻井みのり卒業公演（吉祥寺RJGB）[47]。

## メンバー
| 名前                         | 生年月日（年齢）       | 出身地 | 血液型 | メンバーカラー | 活動期間          | 備考                                                                |
| ---------------------------- | ---------------------- | ------ | ------ | -------------- | ----------------- | ------------------------------------------------------------------- |
| 加藤安那 （かとう あんな）   | 2000年10月23日（24歳） | 東京都 | A型    | 白             | 2015年12月23日 ～ | 愛称は「あんな」 2019年7月16日 ユメオイ少女2代目リーダーに就任      |
| 五十嵐マイ （いがらし まい） | 1998年10月18日（26歳） |        | 型     | 黄色           | 2024年1月1日 ～   | 愛称は「まいまい」 2023年12月4日 公式Xにて新メンバーとして発表      |
| 渡辺陽葵 （わたなべ ひまり） | 2001年4月15日（24歳）  | 県     | 型     | 紫             | 2024年6月11日 ～  | 愛称は「ひまりん」 2024年6月11日 定期公演で新メンバーとしてお披露目 |

### 過去のメンバー
| 名前                           | 生年月日（年齢）      | 出身地   | 血液型 | メンバーカラー | 活動期間                        | 備考 |
| ------------------------------ | --------------------- | -------- | ------ | -------------- | ------------------------------- | --- |
| 松本菜奈 （まつもと なな）     | 1996年1月28日（29歳） | 愛知県   | O型    | オレンジ       | 2015年12月23日 - 2016年12月6日  | 愛称は「ななりん」 2016年12月6日 卒業公演で卒業 放プリユースに加入時に小日向ななせに改名。 2018年10月8日、放課後プリンセス正規メンバー昇格 |
| 廣原理紗 （ひろはら りさ）     | 1998年11月8日（26歳） | 千葉県   | A型    | 黄色           | 2015年12月23日 - 2016年12月11日 | 愛称は「りさたん」 2016年12月7日 公式Twitterで卒業発表。 2016年12月11日 本格音楽女子祭 -年末スペシャル-で卒業。 日南理紗に改名し、アイドルグループNeedsにて活動。 2019年11月16日 平和島BIGFAN 日南理紗・愛花生誕&卒業公演でNeedsを卒業 |
| 河田澟 （かわた りん）         | 1999年5月30日（25歳） | 千葉県   | O型    | 緑             | 2015年12月23日 - 2018年7月17日  | 愛称は「りんりん」 2018年6月11日 公式blogで卒業発表。 2018年7月17日 卒業公演で卒業 |
| 小野はるか （おの はるか）     | 1996年2月20日（29歳） | 神奈川県 | A型    | 赤             | 2015年12月23日 - 2019年4月6日   | 初代リーダー。愛称は「はるしゃん」 元NICE GIRL プロジェクト!研修生、ナイスガールトレイニー選抜メンバー。 2011年9月19日 渋谷屋根裏「トレイニーズコレクション vol.2」にてお披露目。 2014年4月27日、「トレイニーズコレクション vol.9」(渋谷Glad)をもってナイスガールトレイニーを卒業。 元AKIHABARAバックステージpassアイドルキャスト1期生 モーニング娘。11期メンバー『スッピン歌姫』オーディション最終候補者 2019年4月6日 卒業公演で卒業 2022年3月より、ai*aiで活動。「佐野るか」に改名。 |
| 中村巴香 （なかむら ともか）   | 2000年3月11日（25歳） | 北海道   | O型    | 紫             | 2018年7月31日 - 2019年4月12日   | 愛称は「ともも」 2018年7月31日、ユメオイ少女定期公演vol.118にて新メンバー候補生としてお披露目。 2018年8月26日、ユメオイ少女5大都市ツアー新潟公演にて正規メンバー合格。 2019年3月3日より腰痛のため活動自粛。 2019年4月12日 公式blogで卒業発表。 |
| 吉川真歩 （よしかわ まほ）     | 2001年9月17日（23歳） | 埼玉県   | B型    | 水色           | 2019年7月16日 - 2019年7月30日   | 愛称は「まほち」 2019年7月16日 定期公演で新メンバーとしてお披露目。 2019年7月29日 公式blogで活動断念発表 2019年7月30日 吉祥寺RJGB定期公演で卒業 |
| 伊藤真友子（いとう まゆこ）    | 1999年6月27日（25歳） | 神奈川県 | A型    | 黄色           | 2019年7月16日 - 2019年10月17日  | 愛称は「まーゆ」 2019年7月16日 定期公演で新メンバーとしてお披露目。 2019年10月17日 公式blogで活動脱退が発表される。 |
| 松本佳穂 （まつもと かほ）     | 1997年3月21日（28歳） | 静岡県   | O型    | 紫             | 2019年7月16日 - 2019年12月14日  | 愛称は「かほちゃん」 2019年7月16日 定期公演で新メンバーとしてお披露目。 2019年12月14日 公式blogで活動辞退が発表される。 |
| 今原のん （いまばら のん）     | ????年8月11日         |          |        | 水色           | 2022年6月23日 - 2022年11月12日  | 愛称は「のんちゃん」 2022年6月23日 公式Twitterにて新メンバーとして発表。 2022年11月6日 公式blogで脱退が発表される。11月12日のライブをもって脱退。 |
| 三浦怜香 （みうら れいか）     | 1998年6月2日（26歳）  | 県       | AB型   | 黄色           | 2022年6月18日 - 2023年7月31日   | 愛称は「れいたん」 2017年2月5日 BiRESCO 片瀬怜香。 2020年12月27日 BiRESCO 活動終了。 2022年5月29日 公式Twitterにて新メンバーとして発表 2023年7月1日公式ブログにて卒業発表 2023年7月18日 吉祥寺RJGB定期公演で卒業ライブ開催 2023年7月31日 ユメオイ少女卒業 |
| 真咲なのは （まさき なのは）   | ????年7月31日         | 静岡県   | A型    | 青色           | 2024年1月1日 - 2024年1月22日    | 愛称は「なのちゃん」 2023年12月4日 公式Xにて新メンバーとして発表 2024年1月22日、公式ブログにて脱退発表 |
| 夏野香波 （なつの かなみ）     | 1993年5月28日（31歳） | 神奈川県 | O型    | ピンク         | 2024年1月1日 - 2024年2月8日     | 愛称は「かなみん」 2023年12月4日 公式Xにて新メンバーとして発表 2024年2月8日、公式ブログにて脱退発表 |
| 櫻井みのり （さくらい みのり） | 2005年6月4日（19歳）  | 東京都   | 型     | オレンジ       | 2022年7月9日 - 2024年5月31日    | 愛称は「さくちゃん」、「のんちゃん」 2022年7月9日 公式Twitterにて新メンバーとして発表 2024年1月1日 メンバーカラーをピンクからオレンジに変更 2024年5月3日 公式ブログにて卒業発表 2024年5月30日 吉祥寺RJGBで卒業公演 2024年5月31日 ユメオイ少女卒業 |

### 過去の候補生
| 名前                       | 生年月日（年齢）      | 出身地   | 血液型 | 備考 |
| -------------------------- | --------------------- | -------- | ------ | --- |
| 村上紗菜 （むらかみ さな） | 2001年12月4日（23歳） | 不明     | 不明   | 愛称は「なーゆん」 2018年9月12日 - 定期公演でメンバー候補生としてお披露目 2019年2月 - 候補生のtwitterが終了。         |
| ありさ （ありさ）          | ????年??月??日        | 東京都   | 不明   | 2019年7月2日 - 新メンバーオーデション SNS審査。 2019年7月9日 - ユメオイ少女新メンバーオーディション～公開最終審査～。 |
| 小春 （こはる）            | 1998年3月31日（27歳） | 鹿児島県 | B型    | |
| 来夢 （らむ）              | 1999年8月19日（25歳） | 茨城県   | A型    | |

## 楽曲
| #  | 楽曲                        | 初披露         | 初披露 | 備考 |
| -- | --------------------------- | -------------- | ------ | --- |
| 1  | 叶えたい夢があるんだ!!      | 2016年4月2日   | 2016春 | 作詞：NOBE、作曲：michitomo、編曲：KOJI Oba お披露目公演                                                       |
| 2  | ワタシイロ                  | 2016年4月2日   | 2016春 | 作詞：taro iijima、作曲：Tsukasa、編曲：Tsukasa お披露目公演                                                   |
| 3  | train-train                 | 2016年4月2日   | 2016春 | 作詞：真島昌利、作曲：真島昌利、編曲：今井秀明 お披露目公演                                                    |
| 4  | symphony×symphony           | 2016年5月3日   | 2016春 | 作詞：taro iijima、作曲：Tsukasa、編曲：Tsukasa 吉祥寺定期公演                                                 |
| 5  | 革命Emotion                 | 2016年5月10日  | 2016春 | 作詞：Fin，作曲：Fin，編曲：Tsukasa 吉祥寺定期公演                                                             |
| 6  | 私の中の君                  | 2016年6月21日  | 2016夏 | 作詞：taro iijima、作曲：今井ひであき，okamu 吉祥寺定期公演                                                    |
| 7  | 届くまで                    | 2016年6月28日  | 2016夏 | 作詞：taro iijima、作曲：Tsukasa、編曲：Tsukasa 吉祥寺定期公演                                                 |
| 8  | サマー☆ダイバー！！         | 2016年8月9日   | 2016夏 | 作詞：星乃 ゆう，大久保英紀、作曲：星乃 ゆう、編曲：佐藤暢彦 吉祥寺定期公演                                    |
| 9  | Ｗｏｎｄｅｒｌａｎｄ        | 2016年9月6日   | 2016夏 | 作詞：Carlos K./nana hatori、作曲：Carlos K. 吉祥寺定期公演                                                    |
| 10 | Ｏｕｒ Ｓｏｎｇ             | 2017年1月10日  | 2017冬 | 作詞：NOBE、作曲：michitomo、編曲：KOJI Oba 吉祥寺定期公演                                                     |
| 11 | チャチャライダー            | 2017年1月17日  | 2017冬 | 作詞：taro iijima、作曲：Tsukasa、編曲：Tsukasa 定期公演（タイトル未定『新曲』で初披露してタイトルを募集した） |
| 12 | 衝動シャウト                | 2017年3月21日  | 2017春 | 作詞：波多野ゼンジ、作曲：Tsukasa、編曲：Tsukasa 吉祥寺定期公演                                                |
| 13 | ETERNAL（小野はるかソロ曲） | 2017年4月2日   | 2017春 | 作詞：小野はるか、作曲：Tsukasa、編曲：Tsukasa 1Stワンマンライブ                                               |
| 14 | リスキーゲーム              | 2017年4月2日   | 2017春 | 作詞：NOB、作曲：michitomo、編曲 KOJI Oba 1Stワンマンライブ                                                    |
| 15 | テキーナサンライズ          | 2017年7月11日  | 2017夏 | 作詞：NOBE、作曲：michitomo、編曲：KOJI oba演 吉祥寺定期公演                                                   |
| 16 | 夏のキセキ                  | 2017年7月11日  | 2017夏 | 作詞：波多野ゼンジ、作曲：Tsukasa、編曲：Tsukasa 吉祥寺定期公演                                                |
| 17 | 歌に乗せて                  | 2017年11月21日 | 2017秋 | 作詞：波多野ゼンジ、作曲：Tsukasa、編曲：Tsukasa 吉祥寺定期公演                                                |
| 18 | ever snow                   | 2017年12月27日 | 2017冬 | 作詞：NOBE、作曲：michitomo、編曲：KOJI oba 吉祥寺定期公演                                                     |
| 19 | テッペンブラッド            | 2018年1月13日  | 2018冬 | 作詞：NOBE、作曲：michitomo、編曲：KOJI oba 2ndワンマンライブ                                                  |
| 20 | 不完全メロディー            | 2018年8月26日  | 2018夏 | 作詞：波多野ゼンジ、作曲：Tsukasa、編曲：Tsukasa 吉祥寺定期公演（2周年記念ライブ）                             |
| 21 | ＢＡＫＡＭＯＮＯたちよ      | 2018年4月3日   | 2018春 | 作詞：NOBE、作曲：michitomo、編曲：かずぼーい ５大都市ツアー新潟の陣                                           |
| 22 | いっせーの！                | 2018年9月3日   | 2018夏 | 作詞：波多野ゼンジ、作曲：Tsukasa、編曲：Tsukasa ５大都市ツアーファイナル東京ＦＭホール                        |
| 23 | ユメの続き                  | 2022年8月13日  | 2022夏 | 作詞：波多野ゼンジ、作曲：Tsukasa、編曲：Tsukasa 吉祥寺RJGB ユメオイ少女新体制お披露目ライブ                   |
| 24 | 人生 Ｆｕｎｋ ｉｔ ｕｐ！   | 2024年9月3日   | 2024夏 | 作詞：HALF THE MAN、作曲：HALF THE MAN、編曲：HALF THE MAN＆島田尚 吉祥寺RJGB                                  |

## 作品

### CD
※順位はオリコンウィークリーチャート。

#### 配信限定
|     | 発売日         | タイトル  | 規格                   | 収録       |
| --- | -------------- | --------- | ---------------------- | ---------- |
| 1st | 2017年12月21日 | ever snow | デジタル・ダウンロード | レコチョク |

#### エムカード
専用サイトからカードに記載のPINコードを入力することで楽曲や映像コンテンツなどがダウンロード可能
ダウンロード期間はいずれも初回アクセスから半年間。またコンテンツ配信期間も設けられており、いずれかが経過するとダウンロード出来なくなる。

## 出演

### テレビ
- 2017年3月30日 - 超ドSナイト　目指せ！超ドSフェスタしずおか 四二〇〇八五五　ラップバトル（テレビ静岡）[56]

### ラジオ
- 2016年7月28日 - 東京スカイラジオ　236回　小野はるか、河田澟
- 2017年1月6日 - 川久保秀一のSaturday Music Flow（武蔵野FM）
- 2017年2月9日 - 吉祥寺からこんばんは！（下北FM）
- 2017年3月9日 - 吉祥寺からこんばんは！（下北FM）
- 2017年10月5日 - 吉祥寺からこんばんは！（下北FM）
- 2017年12月14日 - 吉祥寺からこんばんは！（下北FM）　河田澟、加藤安那

### 舞台
- 2023年12月15日～24日 - レディ・ア・ゴーゴー!! 2023（中目黒キンケロ・シアター）櫻井みのり（TeamMacaron 田中 友美 役）

### 雑誌
- IDOL FILE Vol.02 TOKYO　ユメオイ少女（2017年3月9日、シンコーミュージック・エンタテイメント）ISBN 978-4-401-76222-4
- My Girl Vol.20　河田澟（2017年10月18日、KADOKAWA）ISBN 978-4-04-734892-9[58]
- 別冊IDOL FILE SUPPIN　小野はるか（2018年3月29日、シンコーミュージック・エンタテイメント）ISBN 978-4-401-76243-9

### ネット配信
- 2017年4月27日 - WALLOP放送局　アイドルピカソ　河田澟[59]
- 2019年6月10日 - WALLOP放送局　ニッチな情報バラエティ 〜100人に聞いてみた！〜（#3）　加藤 安那[60]